# Хидзиката, Ринки
Ринки Хидзиката (англ. Rinky Hijikata, яп. リンキー・ヒジカタ; род. 23 февраля 2001, Сидней) — австралийский профессиональный теннисист. Победитель одного турнира Большого шлема в парном разряде (Открытый чемпионат Австралии-2023); и финалист одного турнира Большого шлема в парном разряде (Уимблдон-2025); победитель двух турниров ATP в парном разряде; серебряный призёр юношеских Олимпийских игр 2018 года в парном разряде.

## Общая информация
Ринки Хидзиката родился 23 февраля 2001 года в Сиднее, в Австралии, и имеет японское происхождение.

## Спортивная карьера
В октябре 2018 года стал серебряным призёром юношеских Олимпийских игр 2018 года в парном разряде вместе с болгарским теннисистом Адрианом Андреевым, проиграв в финале аргентинской паре Себастьяну Баэсу и Факундо Диасу Акосте.
В 2019—2023 годах стал победителем двух турниров серии «челленджер» и семи турниров серии «фьючерс» в одиночном разряде.
И в 2021—2023 годах стал победителем ещё одного «челленджера» и двух «фьючерсов» в парном разряде.

### 2023
В январе в Мельбурне (Австралия) стал победителем в парном разряде Открытого чемпионата Австралии вместе со своим соотечественником Джейсоном Кублером, где они в финале победили Юго Ниса и Яна Зелиньского со счётом: 6-4, 7-6(4).
Он также участвовал в одиночном разряде этого турнира, где в первом раунде соревнований победил немца Янника Ханфмана, но во втором круге проиграл греку Стефаносу Циципасу со счётом: 3-6, 0-6, 2-6.
На Открытом чемпионате США в одиночном разряде дошёл до 4-го раунда, где проиграл в трёх сетах 10-й ракетке мира Фрэнсису Тиафо. Благодаря этому успеху вошёл в топ-100 мирового рейтинга.
В сентябре в Кэри (США) стал победителем «челленджера» Cary Challenger II в парном разряде вместе со своим соотечественником Эндрю Харрисом, где они в финале победили пару Уильям Бламберг и Луис Давид Мартинес со счётом: 6-4 3-6 [10-6].
Он также участвовал в одиночном разряде этого турнира и дошёл до финала, где проиграл американцу Захари Свайду со счётом: 6-7(3-7) 6-4 1-6.
В октябре  в Токио (Япония) стал победителем турнира ATP-500 Открытого чемпионата Японии в парном разряде вместе со своим соотечественником Максом Пёрселлом, где они в финале победили пару Джейми Маррей и Майкл Винус со счётом: 6-4, 6-1.

### 2024
В начале января на турнире ATP-250 в Брисбене (Австралия) дошёл до четвертьфинала, где проиграл опытному болгарскому теннисисту Григору Димитрову со счётом 1-6 4-6, — который в итоге стала чемпионом данного турнира.
В середине января на Открытом чемпионате Австралии в первом раунде соревнований проиграл немцу Ян-Леннарду Штруффу в пяти сетах со счётом 2:3.
Он также участвовал в парном разряде этого турнира вместе со своим соотечественником Джейсоном Кублером, где они во втором круге соревнований проиграли немецким теннисистам Доминику Кёпферу и Яннику Ханфману.
В начале февраля в Далласе (США) стал финалистом турнира ATP 250 в парном разряде вместе с американцем Уильямом Блумбергом, где они в финале проиграли паре Макс Пёрселл и Джорданом Томпсоном со счётом 4-6, 6-2, [8:10].

### 2025
В середине июля 2025 года стал финалистом парного разряда Уимблдонского турнира вместе с нидерландским теннисистом Давидом Пелом, где они в четвертьфинале победили опытную бразильскую пару Рафаэл Матос и Марсело Мело со счётом 7-6(7-5), 6-4, затем в полуфинале победили первых сеянных Марсело Аревало и Мате Павича со счётом 6-7(2-7), 7-6(7-5), 7-6(11-9), но в финале проиграли британской паре Джулиан Кэш и Ллойд Гласспул со счётом 2-6, 6-7(3).

## Рейтинг на конец года
| Год  | Одиночный рейтинг | Парный рейтинг |
| 2023 | 71                | 23             |
| 2022 | 164               | 278            |
| 2021 | 375               | 645            |
| 2020 | 685               | 1322           |
| 2019 | 742               | 1255           |

## Выступления на турнирах

### Финалы турниров Большого шлема в парном разряде (1)

#### Победа (1)
| №  | Год  | Турнир                       | Покрытие | Партнёр        | Соперники в финале    | Счёт       |
| 1. | 2023 | Открытый чемпионат Австралии | Хард     | Джейсон Кублер | Ян Зелиньский Юго Нис | 6-4 7-6(4) |

### Финалы турнировATPв парном разряде (4)

#### Победы (2)
| Легенда                       |
| ----------------------------- |
| Турниры Большого шлема (0+1)* |
| Итоговый турнир ATP (0)       |
| ATP Мастерс 1000 (0)          |
| АТР 500 (0+1)                 |
| АТР 250 (0)                   |

| Титулы по покрытиям | Титулы по месту проведения матчей турнира |
| ------------------- | ----------------------------------------- |
| Хард (0+2)*         | Зал (0)                                   |
| Грунт (0)           | Зал (0)                                   |
| Трава (0)           | Открытый воздух (0+2)                     |
| Ковёр (0)           | Открытый воздух (0+2)                     |

* количество побед в одиночном разряде + количество побед в парном разряде.
| №  | Дата            | Турнир                       | Покрытие | Партнёр        | Соперник в финале         | Счёт       |
| 1. | 28 января 2023  | Открытый чемпионат Австралии | Хард     | Джейсон Кублер | Ян Зелиньский Юго Нис     | 6-4 7-6(4) |
| 2. | 22 октября 2023 | Токио, Япония                | Хард     | Макс Пёрселл   | Майкл Винус Джейми Маррей | 6-4 6-1    |

#### Поражения (2)
| №  | Дата            | Турнир          | Покрытие   | Партнёр         | Соперники в финале               | Счёт           |
| 1. | 19 февраля 2023 | Делрей-Бич, США | Хард       | Риз Сталдер     | Марсело Аревало Жан-Жюльен Ройер | 3-6 4-6        |
| 2. | 11 февраля 2024 | Даллас, США     | Хард (зал) | Уильям Блумберг | Макс Пёрселл Джордан Томпсон     | 4-6 6-2 [8-10] |